# Інститут мікробіології та імунології імені І. І. Мечникова НАМН України
Інститут мікробіології та імунології імені І. І. Мечникова — державна установа у складі Національної академії медичних наук України.
Інститут мікробіології та імунології ім. І. І. Мечникова АМН України — один з найстаріших у світі наукових закладів протиепідемічного профілю (рік заснування 1886).

## Історія Інституту
Становлення інституту пов'язане з боротьбою проти епідемій грізних інфекційних захворювань. Біля джерел розвитку вітчизняної мікробіології, епідеміології та імунології стояли В. К. Високович, С. І. Златогоров, В. І. Недригайлов; у різні роки працювали в Інституті дійсні члени АМН СРСР М. М. Цехновіцер, М. М. Соловйов, В. М. Жданов, М. В. Васильєв, член-кореспондент АМН СРСР В. С. Деркач, академік Академії наук вищої школи України Ю. Л. Волянський та інші видатні вчені.
У часи надзвичайного епідемічного стану інститутом проводилися теоретичні дослідження з розробки заходів боротьби з холерою, шигельозом (тоді називали дизентерією), висипним і черевним тифами, так званих особливо небезпечних інфекцій. Були створені комплекси соціальних і медичних заходів, спрямованих на зниження рівня захворюваності туберкульозом, дифтерією, скарлатиною, ботулізмом, правцем, газовою гангреною.
У передвоєнний період було налагоджено виробництво 12 видів лікувальних сироваток і 10 видів вакцин у післявоєнні роки.
Розроблено, вивчено та впроваджено в практику протимікробні засоби: ектерицид, хлорофіліпт, декаметоксин.
До Національної академії медичних наук України інститут передано у 2000 році.
Інститут внесено до Державного реєстру наукових установ, яким надається підтримка держави з покладанням на нього функцій науково-технічного центру і головної установи з проблем загальної і прикладної імунології та питань біологічної безпеки.

## Діяльність інституту
Основним завданням інституту є здійснення фундаментальних і прикладних наукових досліджень з провідних напрямків медичної мікробіології, імунології, епідеміології, інфектології: вивчення біологічних властивостей збудників інфекційних захворювань (СНІД та ВІЛ-асоційованих інфекцій, нових та маловивчених інфекцій), ареалу їх циркуляції в Україні та особливостей формування стійких біоекоценозів, молекулярно-генетичних механізмів дії факторів патогенності на організм, патогенезу, розробка методів лабораторної експрес-діагностики;
- розробка сучасних принципів і високоефективних засобів антимікробної терапії та теоретико-прикладних основ специфічної профілактики інфекційних захворювань;
- вивчення біологічних основ і еволюції механізмів та найважливіших феноменів імунітету (синтезу антитіл, імунної пам'яті, системи трансплантаційних антигенів, протипухлинного імунітету тощо) в процесі філогенезу, аналіз і дослідження взаємодії та розподілу регуляторних функцій між симбіозом, імунітетом та апоптозом, розробка нових методів оцінки імунного статусу організму та популяцій, вивчення віддалених імунологічних та імуногенетичних наслідків аварії на ЧАЕС і негативного впливу інших техногенних факторів екологічних катастроф, дослідження розповсюдженості та механізмів формування імунодефіцитних станів та їх корекція.

В інституті проводяться роботи з клінічної мікробіології та імунології, розробляються методи та засоби боротьби з внутрішньолікарняними інфекціями і сепсисом.
У 2008—2010 роках науковцями інституту отримано 15 патентів на винаходи. Видано 12 номерів журналу «Аннали Мечниковського Інституту», праць і збірників, присвячених питанням епідеміології та специфічної профілактики інфекційних хвороб і вакцино-сироватковій справі, 5 монографій, 11 методичних і інформаційних листів, проспектів.

## Актуальна тематика
У 2011—2012 роках науковці інституту працюють над створенням нових оригінальних протимікробних, противірусних та протипухлинних засобів, вакцин та анатоксинів на основі хімічно модифікованих біополімерів та різних гетероциклічних сполук. Одержано нові біологічно активні речовини, що проявляють антимікробну, антигрибкову та противірусну дію.
При інституті функціює Спеціалізована вчена рада Д. 64.618.01, (спеціальність медична мікробіологія 03.00.07), в якій у 2006—2010 роках захищено 7 докторських та 28 кандидатських дисертаційних робіт.

## Благодійний фонд охорони здоров'я
Активно діє Міжнародний благодійний фонд охорони здоров'я ім. І. І. Мечникова. За останні роки ним увічнено пам'ять лауреата Нобелівської премії І. І. Мечникова, академіка О. М. Бекетова (за проєктом якого в історичному центрі Харкова створено архітектурний ансамбль Мечниковського інституту), академіків М. М. Цехновіцера, М. М. Соловйова, В. М. Жданова, М. В. Васильєва.

## Співробітники
- Єлін Володимир Леонтійович (1887—1962) — мікробіолог
- Бірюкова Світлана Василівна — український мікробіолог та імунолог, доктор медичних наук (1984), професор (1991), професор кафедри клінічної імунології та мікробіології Харківської медичної академії післядипломної освіти, член Правління Всеукраїнської асоціації інфекційного контролю та антимікробної резистентності.